# Onesia lanka
Onesia lanka är en tvåvingeart som beskrevs av Hiromu Kurahashi och Jayasekera 1989. Onesia lanka ingår i släktet Onesia och familjen spyflugor.
Artens utbredningsområde är Sri Lanka. Inga underarter finns listade i Catalogue of Life.